# 수원 OK 저축은행 읏샷 WBC
수원 OK 저축은행 읏샷 WBC(Suwon OK Savings Bank OK Shoot Women's Basketball Club)는 대한민국 경기도 수원시에 있었던 농구 선수단이다. 한국여자농구연맹이 운영했던 여자 프로 농구단이며, 2000년에 창단되었고 2019년에 해단되었다.

## 참고 문헌
- “스포츠지원포털 등록 현황”. 대한체육회.
- “한국여자프로농구 히스토리”. 한국여자농구연맹.

## 같이 보기
- 수원 OK 저축은행 읏샷 WBC R